# Тер-Ідзард
Тер-Ідзард (нід. Ter Idzard) — село в нідерландській провінції Фрисландія. Входить до муніципалітету Вестстеллінгверф.
Його площа становить 8,42км², а населення станом на 2021 рік складало 320 осіб.
Перша згадка про населений пункт датується 1320-им роком.